# Cnephasia orthias
Espèce
Cnephasia orthias est une espèce de papillons de la famille des Tortricidae qui se rencontre en Australie.

## Systématique
L'espèce Cnephasia orthias a été initialement décrite par Edward Meyrick en 1910.

## Description
L'holotype de Cnephasia orthias, un mâle, mesure 20 mm.

## Publication originale
- (en) E. Meyrick, « Revision of Australian Tortricina », Proceedings of the Linnean Society of New South Wales, Sydney, Inconnu et Société linnéenne de Nouvelle-Galles du Sud, vol. 35,‎ 1910, p. 139–294 (ISSN 0370-047X, OCLC 1755950, DOI 10.5962/BHL.PART.25545, lire en ligne).